# Aeroportul Deadhorse
Aeroportul Deadhorse (IATA: SCC, ICAO: PASC, FAA LID: SCC) este un aeroport din North Slope Borough, Alaska, Alaska, Statele Unite ale Americii. Aeroportul a fost tranzitat în 2019 de 143.644 de pasageri.
Situat la o altitudine de 20 m, aeroportul dispune de 1 pistă. Este operat de Alaska Department of Transportation & Public Facilities⁠(d).

## Infrastructură

### Piste
Aeroportul dispune de o singură pistă. Pista 05/23 are suprafața de asfalt și dimensiunile 6.500 picioare × 150 picioare. 